# Queimada!
Queimada! é um filme italiano de 1969 do gênero aventura histórica dirigido por Gillo Pontecorvo, também diretor de A Batalha de Argel. Rodado em inglês, foi lançado com dublagem em português. O filme não se apega ao rigor factual, lançando mão de figuras narrativas que enfatizam a crítica política e social.
A ação decorre num ilha ficcional nas Caraíbas, que pertenceria a Espanha (no filme fala Portugal, pois a Espanha passava por um regime militar e o diretor tinha medo de o filme ser censurado). O enredo é baseado, parcialmente, na história do Haiti. O guião original referia-se a uma ilha espanhola, e isso pode ser comprovado pelo fato de grande parte dos personagens manterem os seus nomes espanhóis, como José Dolores em vez do correto José das Dores. Assim sendo, o filme pode ser apontado como um exemplo de estereotipização étnica e linguística relativamente a Portugal.
Existiu na vida real um soldado estadunidense chamado William Walker, que no período de 1856-1857 chegou a ser presidente da Nicarágua (financiado pelo magnata Cornelius Vanderbilt).

## Enredo
Marlon Brando interpreta o agente inglês Walker, enviado ao Novo Mundo para pregar a revolução nas colônias da Espanha e Portugal, oferecendo aos nativos e escravos o apoio financeiro da Inglaterra. Ele vai para a Ilha de Queimada, um importante produtor de cana-de-açúcar, onde ocorre uma tentativa de rebelião dos escravos negros. Seu intuito é contatar o líder e oferecer o apoio inglês. Mas chega tarde, quando o referido líder já havia sido preso e executado. Mas, ao desembarcar no porto, ele havia conhecido um jovem negro chamado José Dolores. Um educado carregador de malas no porto. Walker reconhece nele qualidades potenciais de um lider que poderia substituir o falecido. Resolve ficar e passa a incutir as ideais revolucionários no destemido José Dolores, até que, juntos, conseguem organizar uma grande rebelião. A rebelião é vitoriosa mas a falta de cultura e contatos de José Dolores, agora no poder, conduz a paralisação da máquina administrativa e econômica da ilha. Então José Dolores entrega o poder para a burguesia da ilha, representada pelo "indeciso" Teddy Sanchez, em um "grande acordo". Passa-se 10 anos e Walker é então novamente contratado, da Grã-Bretanha, pelos burgueses da ilha, para vir comandar a repressão a Dolores, que comanda a ilha. De posse da superior tecnologia militar inglesa, e com a ajuda providencial de tropas britânicas, Walker dizima a guerrilha. Assim que capturam Dolores, Walker fica incomodado ao encontrar José Dolores calejado e radicalizado, o que deixa irado e o motiva a apagar seu legado, com a proposta de trair seus ideais. A proposta falha e resta apenas a alternativa de execução do guerrilheiro - o transformando em um mártir - contra a vontade do inglês. Após o término de sua missão, ao partir para casa, no porto, Walker ouve um rapaz com a voz parecida com a de José Dolores, humildemente, se propor a carregar suas malas ("Your bag, Señor?"). A lembrança do antigo José Dolores lhe faz voltar, ingenuamente, ao passado e ele sorri. Desta vez, porem, não se trata de um educado e simples carregador, mas um agente revolucionário, que se vinga da traição de Walker ferindo-o mortalmente.

## Elenco
- Marlon Brando como Sir William Walker
- Evaristo Márquez como Jose Dolores
- Norman Hill como Shelton
- Renato Salvatori como Teddy Sanchez
- Dana Ghia como  Francesca
- Joseph P. Pessaud como Juanito